# 楔叶榕
楔叶榕（学名：Ficus trivia）是桑科榕属的植物。分布在越南以及中国大陆的贵州、广东、广西等地，常生于沟边湿润地区，目前已由人工引种栽培。

## 别名
半稔子（广东）

## 异名
- Ficus trivia Corner var. laevigata S. S. Chang
- Ficus trivia Corner var. tenuipetiolata S. S. Chang